# Ионесян, Марианна Владимировна
Мариа́нна Влади́мировна Грей (Ионеся́н) (род. 11 июня 1972, Москва) — советская актриса, известна по роли Юли Грибковой в фильме «Гостья из будущего».

## Биография
Родилась 11 июня 1972 года в Москве. Мать — преподаватель истории, отец — дипломат. Училась в 12-й московской спецшколе с углублённым изучением французского языка. Занималась в «Театре юного москвича» при Московском дворце пионеров.
Снялась в фильме «Гостья из будущего» в роли Юли Грибковой. Участвовала в телевизионной передаче «Что? Где? Когда?» в начале 1988 года, в юношеской команде знатоков. Появлялась на экране ТВ в 2007 году в передаче НТВ «Главный герой. Наташа Гусева: Алиса Селезнёва стала взрослой», а также 8 декабря 2018 года в программе «Привет, Андрей!», посвящённой фильму.
После окончания школы в 1988 году поступила в МГУ на факультет философии, который окончила в 1993 году. Окончив учёбу в университете, в октябре 1993 года эмигрировала вместе с матерью в США.
В 1997 году получила диплом магистра по управлению бизнесом Роттердамской школы менеджмента, Erasmus University, Нидерланды, и Техасского университета в Остине.
Живёт на восточном побережье США, в штате Виргиния и носит фамилию Грей. Занимается бизнес-консалтингом и организацией выступлений классических музыкантов.

## Фильмография
- 1984 — Гостья из будущего — Юля Грибкова